# Ikauna

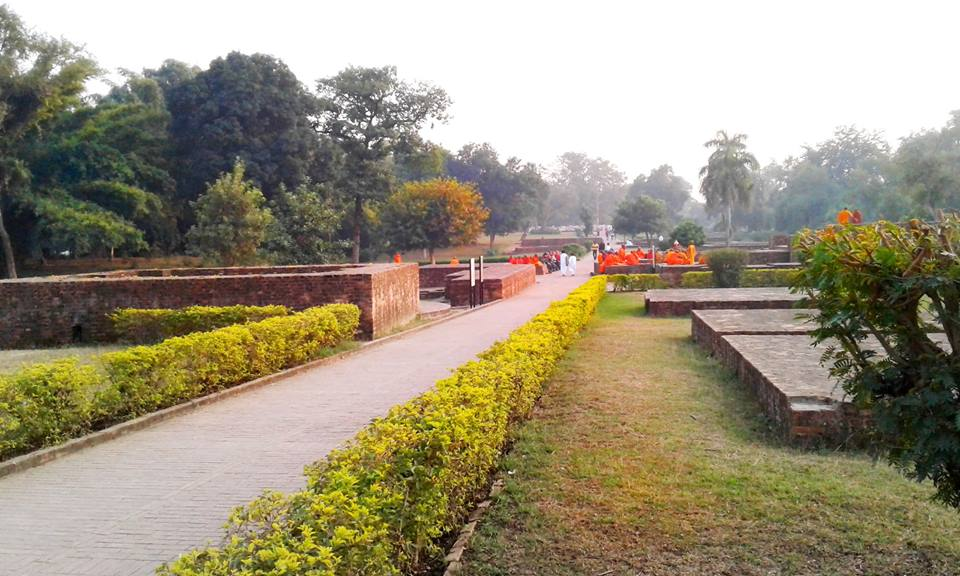
Parc a la ciutat.

Ikauna o Akona és una ciutat i municipi del districte de Shrawasti a Uttar Pradesh, Índia. Al cens de 2001 constava amb 12.947 habitants. En temps de Firuz Shah Tughluk (1351-1388) la zona estava en mans d'una casta de fuster o llenyataires que vivien del robatori i saqueig. El 1374 el rajput janwar Bariar Shah, va derrotar a aquests bandits i va rebre el territori en feu a canvi de mantenir-hi l'ordre. Així es va fundar el principat d'Ikauna (Ikauna Raj) que va seguir en la mateixa família rajput fins al 1857. Vers la meitat del segle XVII es va separar una branca que va formar el Principat de Balrampur i el 1716 es va separar una altra branca per mitjà de Raja Pratap Singh que va fundar el principat de Gandwal, branques que van governar fins a la independència de l'Índia, el 1947. El 1857 el raja de Ikauna es va revoltar i el 1858 li fou confiscat el seu estat i una part fou concedida al maharajà de Kapurthala i la resta al raja de Balrampur que romangueren lleials. Sota els britànics la pargana formava part del districte de Bahraich i limitava al nord amb la de Bhinga, a l'est i sud amb el districte de Gonda, i a l'oest els tahsils de Bahraich i Bhinga; els rius principals eren el Rapti, el Singhia i el Kohani i la superfície de 671 km² i una població el 1881 de 89.626 persones repartides en 213 pobles (dels rajes de Kapurthala, Balrampur i Gangwal. La capital era Ikauna a 35 km de Bahraich amb 2216 habitants el 1881 (però comptat la rodalia, a la població mateix només vivien 264 persones) que disposava de dos temples hindús i tres mesquites.